# 岡田日出子
岡田 日出子（おかだ ひでこ）は、日本の女性児童文学作家、イラストレーター。

## 略歴
代表作は『にゃんたん』シリーズ（ポプラ社・刊）。1952年、東京生まれ。
現在の消息は不明。

## 作品
- にゃんたんシリーズ
- ワン太のおもしろゲームシリーズ